# Agrupación Ruiz-Mateos
El Partido del Trabajo y Empleo-Agrupación Ruiz-Mateos, más conocido como Agrupación Ruiz-Mateos, fue un partido político español fundado por el empresario José María Ruiz-Mateos a raíz de la expropiación del holding de empresas Rumasa. Fue inscrito en el registro de partidos políticos del Ministerio del Interior el 30 de agosto de 1989.
Los principales líderes de este partido eran el propio Ruiz-Mateos, Carlos Perreau de Pinninck (vicepresidente) y Carmen Lovelle Alen (secretaria general).

## Historia

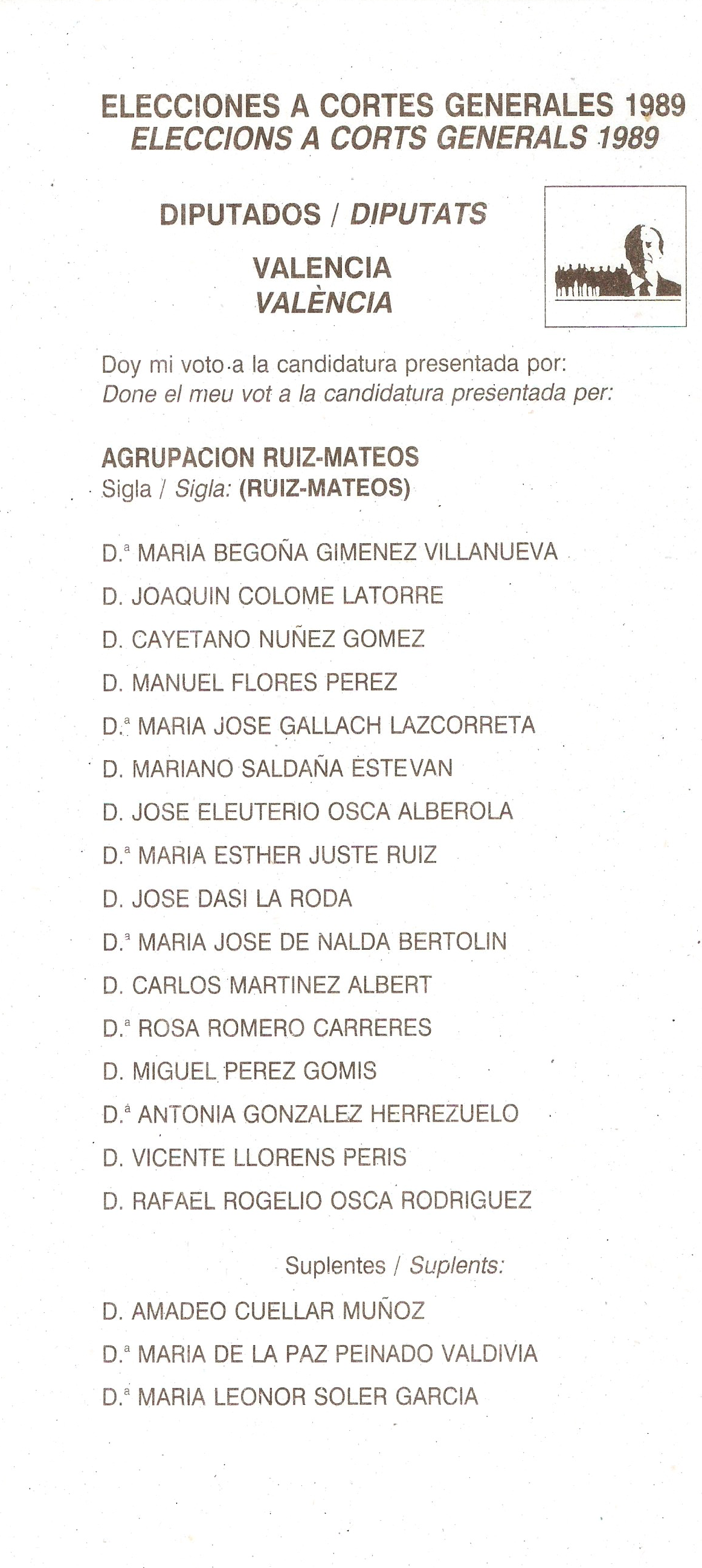
Papeleta electoral de 1989

En febrero de 1983 el gobierno de España ordenó la expropiación del grupo de empresas Rumasa, dirigido por José María Ruiz-Mateos, por impagos a la Seguridad Social y su situación contable en quiebra. A pesar de que Ruiz-Mateos fue condenado por su gestión, el empresario mantuvo una larga lucha judicial con el Estado español y el entonces ministro de Economía, Miguel Boyer, para reclamar la devolución de las empresas y el pago del justiprecio.
Ruiz-Mateos planteó entonces entrar en política para que el Caso Rumasa fuese juzgado en el Tribunal Supremo. El 21 de marzo de 1986 inscribió el partido Acción Social, presentado públicamente el 7 de mayo de 1987, con el que concurrió a las elecciones al Parlamento Europeo de 1987. En esa ocasión obtuvo 116 761 votos, insuficientes para obtener un escaño.
Dos años después, Ruiz-Mateos se presentó a las elecciones al Parlamento Europeo de 1989 bajo la «Agrupación Ruiz-Mateos», una lista electoral con programa de centroderecha y discurso populista contra el gobierno socialista de Felipe González. Un mes antes el empresario había agredido a Miguel Boyer en los pasillos de un juzgado, por lo que hizo toda su campaña electoral bajo una orden de búsqueda y captura. Al final, la Agrupación Ruiz-Mateos fue la sexta fuerza más votada con 608 000 votos y 2 eurodiputados: el propio Ruiz-Mateos y su yerno, Carlos Perreau de Pinninck. Gracias a ese escaño, Ruiz-Mateos obtuvo inmunidad y logró su propósito, aunque el Supremo falló en 1991 a favor del gobierno español.
Durante sus cinco años de eurodiputado, Ruiz-Mateos fue vicepresidente de la Alianza Democrática Europea (EDA-RDE) y delegado para las relaciones con Suiza.
A raíz del éxito en las europeas, la Agrupación Ruiz-Mateos fue registrada como partido político el 30 de agosto de 1989 y se presentó a las elecciones al Congreso de los Diputados. Sin embargo, no consiguió ningún escaño y tampoco obtuvo representación ni en las municipales de 1991 ni en las generales de 1993. En 1994 quedó fuera del Parlamento Europeo y en 1995 renunció a concurrir a las municipales, según el propio candidato «para no restar votos» al Partido Popular. Si bien no ha vuelto a presentarse desde entonces, el partido sigue inscrito en el registro de partidos políticos del Ministerio del Interior.

## Resultados electorales

### Congreso de los Diputados
| Comicios | Cabeza de lista        | # de votos | % de votos | Escaños obtenidos | +/–         |
| -------- | ---------------------- | ---------- | ---------- | ----------------- | ----------- |
| 1989     | José María Ruiz-Mateos | 219 883    | 1,07 %     | 0/350             | -           |
| 1993     | José María Ruiz-Mateos | 54 518     | 0,23 %     | 0/350             | Sin cambios |

### Parlamento Europeo
| Comicios | Cabeza de lista        | # de votos | % de votos | Escaños obtenidos | +/– | Notas                        |
| -------- | ---------------------- | ---------- | ---------- | ----------------- | --- | ---------------------------- |
| 1987     | José María Ruiz-Mateos | 116 761    | 0,61 %     | 0/60              | -   | Como Acción Social.          |
| 1989     | José María Ruiz-Mateos | 608 560    | 3,84 %     | 2/60              | 2   | Como agrupación de electores |
| 1994     | José María Ruiz-Mateos | 82 410     | 0,44 %     | 0/64              | 2   |                              |

### Elecciones municipales
| Comicios | # de votos | % de votos | Escaños obtenidos |
| -------- | ---------- | ---------- | ----------------- |
| 1991     | 23 404     | 0,12 %     | 0/66 308          |